# Laran (Hautes-Pyrénées)
Laran település Franciaországban, Hautes-Pyrénées megyében. Lakosainak száma 46 fő (2022. január 1.). Laran Caubous, Gaussan, Monléon-Magnoac és Recurt községekkel határos.

## Népesség
A település népességének változása:
| Lakosok száma | 54   | 51   | 50   | 48   | 47   | 48   | 47   | 47   | 46   |
|               | 2013 | 2015 | 2016 | 2017 | 2018 | 2019 | 2020 | 2021 | 2022 |